# Cantone di Charenton-le-Pont
Il Cantone di Charenton-le-Pont è una divisione amministrativa degli arrondissement di Créteil e di Nogent-sur-Marne.
A seguito della riforma complessiva dei cantoni del 2014 è passato da 2 a 4 comuni.

## Composizione
Prima della riforma del 2014 comprendeva i comuni di:
- Charenton-le-Pont
- Saint-Maurice

Dal 2015 comprende parte del comune di Nogent-sur-Marne e i comuni di:
- Charenton-le-Pont
- Joinville-le-Pont
- Saint-Maurice